# Brændekomfur
Et brændekomfur er et komfur, hvor man bruger brænde eller andet biomasse som brændstof. Generelt består de af en lukket rum til brændsel, ofte af støbejern eller stål, og én eller flere måder at kontrollere luftstrømmen på. Det første brændekomfur blev patenteret i Strasbourg i 1557. De første to århundrede inden den industrielle revolution var jern stadig meget dyrt, hvilket forhindrede udbredelsen af brændekomfurer, og de første var derfor luksusprodukter for den rige del af befolkningen, men de blev gradvist mere udbredte. På toppen af komfuret vil der normalt være en vandret plade, ofte med et hul til gryder og lignende, så de kan placeres direkte over ilden. De kan også indeholde en eller flere ovnrum, hvor varmen fra brændkammeret ledes omkring for at varme det op.
Brændekomfurer bliver forbundet til en skorsten via en aftrækskanal, hvor brændbare gasser bliver antændt. Aftrækket fra brændekomfuret skal være varmere end luften udenfor, for at sikre det nødvendige træk, til at komfuret få trukket røg ud og mere luft ind.
Tidligere har brændekomfurer også fungeret som opvarmningskilde til huse eller i hvert fald dele af huse. I Danmark er brændekomfurer underlagt Brændeovnsbekendtgørelsen.
Brændekomfurer kan tredoble mængde af skadelig indendørs luftforurening. I Europa blev det i 2015 rapporteret, at luftforurening forårsaget af træ- og kulafbrænding var skyld i omkring 61.000 for tidlige dødsfald, og yderligere 10.000 i Nordamerika.

## Eksterne henvisningier
- Wikimedia Commons har flere filer relateret til Brændekomfur